# Cosmopterix argentitegulella
Cosmopterix argentitegulella là một loài bướm đêm thuộc họ Cosmopterigidae. Nó được biết đến ở Nga (Amur và Primorye regions) và Trung Quốc (Jiangxi).
Chiều dài cánh trước khoảng 6 mm.